# Liverpool Football Club 2011-2012
Questa voce raccoglie le informazioni riguardanti il Liverpool Football Club nelle competizioni ufficiali della stagione 2011-2012.

## Stagione
Alla guida della squadra viene confermato Kenny Dalglish.

## Organigramma societario
Dal sito internet della società:
Area direttiva
Area organizzativa
Area comunicazione
Area tecnica
- Allenatori: Kenny Dalglish
- Assistenti:
  - Steve Clarke
  - Kevin Keen[2]
- Allenatore dei portieri: John Achterberg

## Rosa
Aggiornato al 1º gennaio 2012.
| N. |                        | Ruolo | Calciatore                      |
| -- | ---------------------- | ----- | ------------------------------- |
| 1  | Australia (bandiera)   | P     | Brad Jones                      |
| 2  | Inghilterra (bandiera) | D     | Glen Johnson                    |
| 3  | Spagna (bandiera)      | D     | José Enrique                    |
| 4  | Portogallo (bandiera)  | C     | Raul Meireles                   |
| 5  | Danimarca (bandiera)   | D     | Daniel Agger                    |
| 6  | Brasile (bandiera)     | D     | Fábio Aurélio                   |
| 7  | Uruguay (bandiera)     | A     | Luis Suárez                     |
| 8  | Inghilterra (bandiera) | C     | Steven Gerrard (capitano)       |
| 9  | Inghilterra (bandiera) | A     | Andy Carroll                    |
| 10 | Inghilterra (bandiera) | C     | Joe Cole                        |
| 11 | Argentina (bandiera)   | C     | Maxi Rodríguez                  |
| 12 | Spagna (bandiera)      | A     | Daniel Pacheco                  |
| 14 | Inghilterra (bandiera) | C     | Jordan Henderson                |
| 16 | Grecia (bandiera)      | D     | Sotirios Kyrgiakos              |
| 16 | Uruguay (bandiera)     | D     | Sebastián Coates                |
| 18 | Paesi Bassi (bandiera) | A     | Dirk Kuyt                       |
| 19 | Inghilterra (bandiera) | C     | Stewart Downing                 |
| 20 | Inghilterra (bandiera) | C     | Jay Spearing                    |
| 21 | Brasile (bandiera)     | C     | Lucas Leiva                     |
| 22 | Scozia (bandiera)      | D     | Danny Wilson                    |
| 23 | Inghilterra (bandiera) | D     | Jamie Carragher (vice-capitano) |

| N. |                        | Ruolo | Calciatore           |
| -- | ---------------------- | ----- | -------------------- |
| 24 | Francia (bandiera)     | A     | David N'Gog          |
| 25 | Spagna (bandiera)      | P     | José Manuel Reina    |
| 26 | Scozia (bandiera)      | C     | Charlie Adam         |
| 28 | Danimarca (bandiera)   | C     | Christian Poulsen    |
| 30 | Spagna (bandiera)      | A     | Suso                 |
| 31 | Inghilterra (bandiera) | C     | Raheem Sterling      |
| 32 | Brasile (bandiera)     | P     | Doni                 |
| 33 | Inghilterra (bandiera) | C     | Jonjo Shelvey        |
| 34 | Inghilterra (bandiera) | D     | Martin Kelly         |
| 35 | Inghilterra (bandiera) | C     | Conor Coady          |
| 37 | Slovacchia (bandiera)  | D     | Martin Škrtel        |
| 38 | Inghilterra (bandiera) | D     | Jonathon Flanagan    |
| 39 | Galles (bandiera)      | A     | Craig Bellamy        |
| 40 | Spagna (bandiera)      | D     | Daniel Sánchez Ayala |
| 49 | Inghilterra (bandiera) | D     | Jack Robinson        |
| -  | Inghilterra (bandiera) | A     | Nathan Eccleston     |
| -  | Svizzera (bandiera)    | D     | Philipp Degen        |
| -  | Spagna (bandiera)      | D     | Emiliano Insúa       |
| -  | Italia (bandiera)      | C     | Alberto Aquilani     |
| -  | Inghilterra (bandiera) | A     | David Amoo           |
| -  | Marocco (bandiera)     | A     | Nabil El Zhar        |

## Calciomercato

### Sessione estiva(dall'1/7 all'1/9)
| Acquisti | Acquisti             | Acquisti          | Acquisti      |
| R.       | Nome                 | da                | Modalità      |
| -------- | -------------------- | ----------------- | ------------- |
| C        | Jordan Henderson     | Sunderland        | definitivo    |
| A        | David Amoo           | Hull City         | fine prestito |
| C        | Alberto Aquilani     | Juventus          | fine prestito |
| D        | Daniel Sánchez Ayala | Derby County      | fine prestito |
| D        | Stephen Darby        | Notts County      | fine prestito |
| D        | Philipp Degen        | Stoccarda         | fine prestito |
| A        | Nabil El Zhar        | PAOK              | fine prestito |
| P        | Péter Gulácsi        | Tranmere          | fine prestito |
| D        | Emiliano Insúa       | Galatasaray       | fine prestito |
| P        | Brad Jones           | Derby County      | fine prestito |
| D        | Paul Konchesky       | Nottingham Forest | fine prestito |
| D        | Chris Mavinga        | Genk              | fine prestito |
| A        | Daniel Pacheco       | Norwich City      | fine prestito |
| C        | Charlie Adam         | Blackpool         | definitivo    |
| P        | Doni                 |                   | svincolato    |
| C        | Stewart Downing      | Aston Villa       | definitivo    |
| D        | José Enrique         | Newcastle Utd     | definitivo    |
| D        | Sebastián Coates     | Nacional          | definitivo    |
| A        | Craig Bellamy        |                   | svincolato    |

| Cessioni | Cessioni             | Cessioni         | Cessioni   |
| R.       | Nome                 | a                | Modalità   |
| -------- | -------------------- | ---------------- | ---------- |
| D        | Stephen Darby        | Rochdale         | prestito   |
| D        | Paul Konchesky       | Leicester City   | definitivo |
| C        | Gerardo Bruna        | Blackpool        | definitivo |
| P        | Péter Gulácsi        | Hull City        | prestito   |
| D        | Chris Mavinga        | Rennes           | definitivo |
| P        | Martin Hansen        | Bradford City    | prestito   |
| A        | Milan Jovanović      | Anderlecht       | definitivo |
| D        | Daniel Sánchez Ayala | Norwich City     | definitivo |
| A        | Nabil El Zhar        |                  | svincolato |
| D        | Sotirios Kyrgiakos   | Wolfsburg        | definitivo |
| A        | Daniel Pacheco       | Atlético Madrid  | prestito   |
| C        | Alberto Aquilani     | Milan            | prestito   |
| D        | Emiliano Insúa       | Sporting Lisbona | definitivo |
| C        | Joe Cole             | Lilla            | prestito   |
| C        | Christian Poulsen    | Évian TG         | definitivo |
| A        | David N'Gog          | Bolton           | definitivo |
| D        | Philipp Degen        |                  | svincolato |
| C        | Raul Meireles        | Chelsea          | definitivo |

### Sessione autunnale(dall'8/9 al 25/11)
| Acquisti | Acquisti      | Acquisti  | Acquisti      |
| R.       | Nome          | da        | Modalità      |
| -------- | ------------- | --------- | ------------- |
| C        | Jonjo Shelvey | Blackpool | fine prestito |

| Cessioni | Cessioni      | Cessioni  | Cessioni |
| R.       | Nome          | a         | Modalità |
| -------- | ------------- | --------- | -------- |
| A        | David Amoo    | Bury      | prestito |
| C        | Jonjo Shelvey | Blackpool | prestito |

### Sessione invernale(dall'1/1 al 31/1)
| Acquisti | Acquisti | Acquisti | Acquisti |
| R.       | Nome     | da       | Modalità |
| -------- | -------- | -------- | -------- |

| Cessioni | Cessioni     | Cessioni  | Cessioni |
| R.       | Nome         | a         | Modalità |
| -------- | ------------ | --------- | -------- |
| D        | Danny Wilson | Blackpool | prestito |

## Risultati

### Premier League
N.B.: Il calendario non prevede che le sfide del girone di andata si ripetano nello stesso ordine.

#### Girone di andata
| Arbitro: | Dowd (Stoke-on-Trent) |

|                |            |             |
| Suárez 12’     | Marcatori  | 57’ Larsson |
| Kenny Dalglish | Allenatori | Steve Bruce |

| Arbitro: | Atkinson (Bradford) |

|               |            |                              |
|               | Marcatori  | 78’ (aut.) Ramsey 90’ Suárez |
| Arsène Wenger | Allenatori | Kenny Dalglish               |

| Arbitro: | Probert |

|                                   |            |               |
| Henderson 15’ Škrtel 52’ Adam 53’ | Marcatori  | 90+2’ Klasnić |
| Kenny Dalglish                    | Allenatori | Owen Coyle    |

| Arbitro: | Clattenburg (Gosforth) |

|                    |            |                |
| Walters 21’ (rig.) | Marcatori  |                |
| Tony Pulis         | Allenatori | Kenny Dalglish |

| Arbitro: | Jones (Chester) |

|                                         |            |                |
| Modrić 7’ Defoe 66’ Adebayor 68’, 90+3’ | Marcatori  |                |
| Harry Redknapp                          | Allenatori | Kenny Dalglish |

| Arbitro: | Friend |

|                               |            |               |
| Johnson 11’ (aut.) Suárez 38’ | Marcatori  | 49’ Fletcher  |
| Kenny Dalglish                | Allenatori | Mick McCarthy |

| Arbitro: | Atkinson (Bradford) |

|  |           |                        |
|  | Marcatori | 71’ Carroll 82’ Suárez |

| Arbitro: | Marriner |

|                |            |               |
| Gerrard 68’    | Marcatori  | 81’ Hernández |
| Kenny Dalglish | Allenatori | Alex Ferguson |

| Arbitro: | Walton (Long Buckby) |

|                |            |              |
| Bellamy 45+1’  | Marcatori  | 60’ Holt     |
| Kenny Dalglish | Allenatori | Paul Lambert |

| Arbitro: | Mason (Bolton) |

|             |            |                              |
|             | Marcatori  | 9’ (rig.) Adam 45+1’ Carroll |
| Roy Hodgson | Allenatori | Kenny Dalglish               |

| Arbitro: | Dowd (Stoke-on-Trent) |

|                |            |                 |
| Kenny Dalglish | Allenatori | Brendan Rodgers |

| Arbitro: | Probert |

|                   |            |                           |
| Sturridge 55’     | Marcatori  | 33’ Rodríguez 87’ Johnson |
| André Villas-Boas | Allenatori | Kenny Dalglish            |

| Arbitro: | Atkinson (Bradford) |

|                    |            |                 |
| Lescott 33’ (aut.) | Marcatori  | 31’ Kompany     |
| Kenny Dalglish     | Allenatori | Roberto Mancini |

| Arbitro: | Friend |

|             |            |                |
| Dempsey 85’ | Marcatori  |                |
| Martin Jol  | Allenatori | Kenny Dalglish |

| Arbitro: | Mason (Bolton) |

|                |            |              |
| Suárez 47’     | Marcatori  |              |
| Kenny Dalglish | Allenatori | Neil Warnock |

| Arbitro: | Walton (Long Buckby) |

|              |            |                        |
|              | Marcatori  | 11’ Bellamy 15’ Škrtel |
| Alex McLeish | Allenatori | Kenny Dalglish         |

| Arbitro: | Oliver (Cramlington) |

|                  |            |                |
| Roberto Martínez | Allenatori | Kenny Dalglish |

| Arbitro: | Jones (Chester) |

|                |            |                 |
| Rodríguez 53’  | Marcatori  | 45’ (aut.) Adam |
| Kenny Dalglish | Allenatori | Steve Kean      |

| Arbitro: | Probert |

|                              |            |                  |
| Bellamy 29’, 67’ Gerrard 78’ | Marcatori  | 25’ (aut.) Agger |
| Kenny Dalglish               | Allenatori | Alan Pardew      |

#### Girone di ritorno
| Arbitro: | Jones (Chester) |

|                                        |            |                |
| Agüero 10’ Touré 33’ Milner 75’ (rig.) | Marcatori  |                |
| Roberto Mancini                        | Allenatori | Kenny Dalglish |

| Arbitro: | Webb (Rotherham) |

|                |            |            |
| Kenny Dalglish | Allenatori | Tony Pulis |

| Arbitro: | Friend |

|                                       |            |                |
| Davies 4’ Reo-Coker 29’ Steinsson 50’ | Marcatori  | 37’ Bellamy    |
| Owen Coyle                            | Allenatori | Kenny Dalglish |

| Arbitro: | Taylor (Manchester) |

|               |            |                                  |
|               | Marcatori  | 52’ Carroll 61’ Bellamy 78’ Kuyt |
| Mick McCarthy | Allenatori | Kenny Dalglish                   |

| Arbitro: | Oliver (Cramlington) |

|                |            |                |
| Kenny Dalglish | Allenatori | Harry Redknapp |

| Arbitro: | Dowd (Stoke-on-Trent) |

|                 |            |                |
| Rooney 47’, 50’ | Marcatori  | 80’ Suárez     |
| Alex Ferguson   | Allenatori | Kenny Dalglish |

| Arbitro: | Halsey (Bolton) |

|                     |            |                       |
| Szczęsny 23’ (aut.) | Marcatori  | 31’, 90+2’ van Persie |
| Kenny Dalglish      | Allenatori | Arsène Wenger         |

| Sunderland 10 marzo 2012, ore 15.00 UTC+0 27ª giornata           | Sunderland | –              | Liverpool | Stadium of Light |
| \| \| \| \| \| Martin O'Neill \| Allenatori \| Kenny Dalglish \| |            |                |           |                  |
|                                                                  |            |                |           |                  |
| Martin O'Neill                                                   | Allenatori | Kenny Dalglish |           |                  |

### FA Cup
| Arbitro: | Swarbrick (Preston) |

|                                                             |            |             |
| Bellamy 30’ Gerrard 45’ Shelvey 68’ Carroll 88’ Downing 90’ | Marcatori  | 10’ Simpson |
| Kenny Dalglish                                              | Allenatori | Paul Dickov |

| Arbitro: | Halsey (Bolton) |

|                    |            |               |
| Agger 21’ Kuyt 88’ | Marcatori  | 39’ Park      |
| Kenny Dalglish     | Allenatori | Alex Ferguson |

| Arbitro: | Marriner |

|                                                                                  |            |               |
| Škrtel 5’ Bridcutt 44’ (aut.), 71’ (aut.) Carroll 57’ Dunk 74’ (aut.) Suárez 85’ | Marcatori  | 17’ LuaLua    |
| Kenny Dalglish                                                                   | Allenatori | Gustavo Poyet |

| Liverpool 17 marzo 2012, ore 15.00 UTC+0 Quarti di finale    | Liverpool  | –          | Stoke City | Anfield Road |
| \| \| \| \| \| Kenny Dalglish \| Allenatori \| Tony Pulis \| |            |            |            |              |
|                                                              |            |            |            |              |
| Kenny Dalglish                                               | Allenatori | Tony Pulis |            |              |

### League Cup
| Arbitro: | Bates |

|                      |            |                                      |
| Nardiello 80’ (rig.) | Marcatori  | 23’ Suárez 55’ Rodríguez 58’ Carroll |
| Paul Tisdale         | Allenatori | Kenny Dalglish                       |

| Arbitro: | Oliver (Cramlington) |

|               |            |                     |
| Barnes 90+1’  | Marcatori  | 7’ Bellamy 81’ Kuyt |
| Gustavo Poyet | Allenatori | Kenny Dalglish      |

| Arbitro: | Probert |

|            |            |                 |
| Jones 42’  | Marcatori  | 54’, 85’ Suárez |
| Tony Pulis | Allenatori | Kenny Dalglish  |

| Arbitro: | Dowd (Stoke-on-Trent) |

|                   |            |                         |
|                   | Marcatori  | 58’ Rodríguez 63’ Kelly |
| André Villas-Boas | Allenatori | Kenny Dalglish          |

| Arbitro: | Mason (Bolton) |

|                 |            |                |
|                 | Marcatori  | 12’ Gerrard    |
| Roberto Mancini | Allenatori | Kenny Dalglish |

| Arbitro: | Dowd (Stoke-on-Trent) |

|                         |            |                     |
| Gerrard 41’ Bellamy 74’ | Marcatori  | 31’ Silva 67’ Džeko |
| Kenny Dalglish          | Allenatori | Roberto Mancini     |

| Arbitro: | Clattenburg (Gosforth) |

| |                      | |
| Mason 19’ Turner 118’ | Marcatori            | 60’ Škrtel 108’ Kuyt |
| Miller Cowie Gestede Whittingham A. Gerrard | Tiri di rigore 2 – 3 | S. Gerrard Adam Kuyt Downing Johnson |
| · Heaton · 106’ McNaughton · 99’ Hudson · Turner · Taylor · Cowie · Whittingham · Gunnarsson · 91’ Mason · Miller · Gestede · A disposizione: · Marshall · 91’ Kiss · 99’ A. Gerrard · Earnshaw · Conway · Naylor · 106’ Blake | Formazioni           | · Reina · Johnson · Škrtel · Agger 86’ · Enrique · Henderson 58’ · S. Gerrard · Adam · Downing · Suárez · Carroll 103’ · A disposizione: · Doni · Rodríguez · Kuyt 103’ · Spearing · Carragher 86’ · Kelly · Bellamy 58’ |
| Malky Mackay | Allenatori           | Kenny Dalglish |

## Statistiche
Statistiche aggiornate al 3 marzo 2012

### Statistiche di squadra
| Competizione        | Punti | In casa | In casa | In casa | In casa | In casa | In casa | In trasferta | In trasferta | In trasferta | In trasferta | In trasferta | In trasferta | Totale | Totale | Totale | Totale | Totale | Totale | DR  |
| Competizione        | Punti | G       | V       | N       | P       | Gf      | Gs      | G            | V            | N            | P            | Gf           | Gs           | G      | V      | N      | P      | Gf     | Gs     | DR  |
| ------------------- | ----- | ------- | ------- | ------- | ------- | ------- | ------- | ------------ | ------------ | ------------ | ------------ | ------------ | ------------ | ------ | ------ | ------ | ------ | ------ | ------ | --- |
| Premier League      | 39    | 13      | 4       | 8       | 1       | 15      | 10      | 13           | 6            | 1            | 6            | 15           | 15           | 26     | 10     | 9      | 7      | 30     | 25     | +5  |
| FA Cup              |       | 3       | 3       | 0       | 0       | 13      | 3       | 0            | 0            | 0            | 0            | 0            | 0            | 3      | 3      | 0      | 0      | 13     | 3      | +10 |
| Football League Cup |       | 1       | 0       | 1       | 0       | 2       | 2       | 6            | 6            | 0            | 0            | 12           | 5            | 7      | 6      | 1      | 0      | 14     | 7      | +7  |
| Totale              | -     | 17      | 7       | 9       | 1       | 30      | 15      | 19           | 12           | 1            | 6            | 27           | 20           | 36     | 19     | 10     | 7      | 57     | 35     | +22 |

### Statistiche dei giocatori
| Giocatore    | Premier League | Premier League | Premier League | Premier League | FA Cup   | FA Cup | FA Cup      | FA Cup     | League Cup | League Cup | League Cup  | League Cup | Totale   | Totale | Totale      | Totale     |
| Giocatore    | Presenze       | Reti           | Ammonizioni    | Espulsioni     | Presenze | Reti   | Ammonizioni | Espulsioni | Presenze   | Reti       | Ammonizioni | Espulsioni | Presenze | Reti   | Ammonizioni | Espulsioni |
| ------------ | -------------- | -------------- | -------------- | -------------- | -------- | ------ | ----------- | ---------- | ---------- | ---------- | ----------- | ---------- | -------- | ------ | ----------- | ---------- |
| C. Adam      | 26             | 2              | 5              | 1              | 2        | 0      | 0           | 0          | 5          | 0          | 0           | 0          | 33       | 2      | 5           | 1          |
| D. Agger     | 21             | 0              | 4              | 0              | 1        | 1      | 0           | 0          | 4          | 0          | 0           | 0          | 26       | 1      | 4           | 0          |
| D. Amoo      | 0              | 0              | 0              | 0              | 0        | 0      | 0           | 0          | 0          | 0          | 0           | 0          | 0        | 0      | 0           | 0          |
| A. Aquilani  | 0              | 0              | 0              | 0              | -        | -      | -           | -          | 0          | 0          | 0           | 0          | 0        | 0      | 0           | 0          |
| F. Aurélio   | 1              | 0              | 0              | 0              | 1        | 0      | 0           | 0          | 0          | 0          | 0           | 0          | 2        | 0      | 0           | 0          |
| D. Ayala     | 0              | 0              | 0              | 0              | -        | -      | -           | -          | -          | -          | -           | -          | 0        | 0      | 0           | 0          |
| C. Bellamy   | 20             | 6              | 5              | 0              | 2        | 1      | 0           | 0          | 6          | 2          | 0           | 0          | 28       | 9      | 5           | 0          |
| J. Carragher | 13             | 0              | 1              | 0              | 3        | 0      | 0           | 0          | 5          | 0          | 2           | 0          | 21       | 0      | 3           | 0          |
| A. Carroll   | 24             | 3              | 3              | 0              | 3        | 1      | 0           | 0          | 6          | 1          | 0           | 0          | 33       | 5      | 3           | 0          |
| C. Coady     | 0              | 0              | 0              | 0              | 0        | 0      | 0           | 0          | 0          | 0          | 0           | 0          | 0        | 0      | 0           | 0          |
| S. Coates    | 2              | 0              | 1              | 0              | 1        | 0      | 0           | 0          | 3          | 0          | 1           | 0          | 6        | 0      | 2           | 0          |
| J. Cole      | 0              | 0              | 0              | 0              | -        | -      | -           | -          | 0          | 0          | 0           | 0          | 0        | 0      | 0           | 0          |
| P. Degen     | 0              | 0              | 0              | 0              | -        | -      | -           | -          | 0          | 0          | 0           | 0          | 0        | 0      | 0           | 0          |
| D. Doni      | 0              | 0              | 0              | 0              | 0        | 0      | 0           | 0          | 0          | 0          | 0           | 0          | 0        | 0      | 0           | 0          |
| S. Downing   | 25             | 0              | 1              | 0              | 3        | 1      | 0           | 0          | 4          | 0          | 0           | 0          | 32       | 1      | 1           | 0          |
| N. Eccleston | 0              | 0              | 0              | 0              | 0        | 0      | 0           | 0          | 0          | 0          | 0           | 0          | 0        | 0      | 0           | 0          |
| N. El Zhar   | 0              | 0              | 0              | 0              | -        | -      | -           | -          | -          | -          | -           | -          | 0        | 0      | 0           | 0          |
| J. Enrique   | 25             | 0              | 1              | 0              | 2        | 0      | 0           | 0          | 4          | 0          | 1           | 0          | 31       | 0      | 2           | 0          |
| J. Flanagan  | 1              | 0              | 0              | 0              | 1        | 0      | 0           | 0          | 2          | 0          | 0           | 0          | 4        | 0      | 0           | 0          |
| S. Gerrard   | 11             | 2              | 0              | 0              | 3        | 1      | 0           | 0          | 4          | 2          | 1           | 0          | 18       | 5      | 1           | 0          |
| J. Henderson | 25             | 1              | 1              | 0              | 2        | 0      | 0           | 0          | 6          | 0          | 2           | 0          | 33       | 1      | 3           | 0          |
| E. Insúa     | 0              | 0              | 0              | 0              | -        | -      | -           | -          | 0          | 0          | 0           | 0          | 0        | 0      | 0           | 0          |
| G. Johnson   | 18             | 1              | 2              | 0              | 1        | 0      | 0           | 0          | 3          | 0          | 0           | 0          | 22       | 1      | 2           | 0          |
| B. Jones     | 0              | 0              | 0              | 0              | 0        | 0      | 0           | 0          | 0          | 0          | 0           | 0          | 0        | 0      | 0           | 0          |
| M. Kelly     | 7              | 0              | 1              | 0              | 2        | 0      | 0           | 0          | 5          | 1          | 0           | 0          | 14       | 1      | 1           | 0          |
| D. Kuyt      | 23             | 1              | 3              | 0              | 3        | 1      | 0           | 0          | 5          | 2          | 0           | 0          | 31       | 4      | 3           | 0          |
| S. Kyrgiakos | 0              | 0              | 0              | 0              | -        | -      | -           | -          | -          | -          | -           | -          | 0        | 0      | 0           | 0          |
| L. Leiva     | 12             | 0              | 5              | 0              | 0        | 0      | 0           | 0          | 3          | 0          | 1           | 0          | 15       | 0      | 6           | 0          |
| R. Meireles  | 2              | 0              | 1              | 0              | -        | -      | -           | -          | 1          | 0          | 0           | 0          | 3        | 0      | 1           | 0          |
| D. N'Gog     | 0              | 0              | 0              | 0              | -        | -      | -           | -          | 0          | 0          | 0           | 0          | 0        | 0      | 0           | 0          |
| D. Pacheco   | 0              | 0              | 0              | 0              | -        | -      | -           | -          | 0          | 0          | 0           | 0          | 0        | 0      | 0           | 0          |
| C. Poulsen   | 0              | 0              | 0              | 0              | -        | -      | -           | -          | 0          | 0          | 0           | 0          | 0        | 0      | 0           | 0          |
| J. Reina     | 26             | -25            | 0              | 0              | 3        | -3     | 0           | 0          | 7          | -7         | 0           | 0          | 36       | -35    | 0           | 0          |
| J. Robinson  | 0              | 0              | 0              | 0              | 0        | 0      | 0           | 0          | 2          | 0          | 0           | 0          | 2        | 0      | 0           | 0          |
| M. Rodríguez | 7              | 2              | 0              | 0              | 3        | 0      | 0           | 0          | 4          | 2          | 0           | 0          | 14       | 4      | 0           | 0          |
| J. Shelvey   | 4              | 0              | 0              | 0              | 2        | 1      | 0           | 0          | 1          | 0          | 0           | 0          | 7        | 1      | 0           | 0          |
| M. Škrtel    | 24             | 2              | 2              | 1              | 2        | 1      | 0           | 0          | 6          | 1          | 0           | 0          | 32       | 4      | 2           | 1          |
| J. Spearing  | 8              | 0              | 0              | 1              | 1        | 0      | 0           | 0          | 5          | 0          | 1           | 0          | 14       | 0      | 1           | 1          |
| R. Sterling  | 0              | 0              | 0              | 0              | 0        | 0      | 0           | 0          | 0          | 0          | 0           | 0          | 0        | 0      | 0           | 0          |
| L. Suárez    | 20             | 6              | 2              | 0              | 1        | 1      | 0           | 0          | 4          | 3          | 0           | 0          | 25       | 10     | 2           | 0          |
| Suso         | 0              | 0              | 0              | 0              | 0        | 0      | 0           | 0          | 0          | 0          | 0           | 0          | 0        | 0      | 0           | 0          |
| D. Wilson    | 0              | 0              | 0              | 0              | 0        | 0      | 0           | 0          | 1          | 0          | 0           | 0          | 1        | 0      | 0           | 0          |